# 桂梅枝 (2代目)
2代目 桂 梅枝（かつら ばいし、1853年（嘉永6年） - 1902年（明治35年）10月10日）は、明治期の上方落語の落語家（上方噺家）。本名: 山本久吉。
大阪市北区安治川通1丁目の下駄屋の息子として生まれる。若くして素人落語連に参加し、1879年ごろに、2代目桂文枝（後の桂文左衛門）門人となる。初め桂文喬を名乗り、1885年、2代目桂梅枝を襲名する。
当時、初代桂文之助（後の2世曽呂利新左衛門）門下の浮世亭○○（川上音二郎）が自由民権運動の宣伝の一環として寄席に出演、自作の「オッペケペー節」で人気を集めており、梅枝は妻で下座三味線のお島の助言を入れて、自己流にアレンジした「オッペケペー節」を演じて人気を集め、「オッペケペーの梅枝」と呼ばれた。
後輩の面倒見もよく、3代目桂文三が売り出す前に「松づくし」の芸を教え、足に履く下駄を工夫してやったこともある。
収入も増え、小金を貯めて人に貸すのを内職としていたが、その多くが踏み倒されて財産も目減りした。将来を悲観して自分で先に金を使う方がよいと考えて浪費癖がつき、やがて発狂した。1902年10月9日に自宅から失踪し、片町線星田駅近くの堤防で人事不省のまま倒れているのを発見されるも、翌日死亡した（駅近くの池で水死体となって発見されたとの説あり）。享年50。
得意ネタには『鹿政談』『口入屋』『持参金』『盗人の仲裁』等をよく演じていた。
弟子には、2代目と3代目の桂文喬、3代目桂梅枝、桂枝吉（後の初代桂文治郎）、桂梅之助（後の5代目桂小文吾）などがいる。